# ディノ・ブラボー
ディノ・ブラボー（Dino Bravo、本名：Adolfo Bresciano、1948年8月6日 - 1993年3月11日）は、イタリア・モリーゼ州カンポバッソ出身のプロレスラー。
移住先のカナダやWWFを主戦場に、怪力自慢のパワーファイターとして活躍した。なお、彼以前にも "Dino Bravo" と名乗るイタリア人プロレスラーが1960年代に活動しており（本名：Pepe DiPasquali）、このリングネームにおいては2代目となる。

## 来歴
幼少時に家族と共にカナダ・ケベック州のモントリオールに移住。学生時代にレスリングとボディビルで体を鍛え、1970年にデビュー。モントリオールを中心に正統派のパワーファイターとしてキャリアを積み、マッドドッグ・バションが主宰していたグランプリ・レスリングでは、1972年11月20日にジノ・ブリットと組んでキラー・コワルスキー&ジル・ポワソンからGPWタッグ王座を奪取。アメリカ本土では1974年よりロサンゼルスのNWAハリウッド・レスリングで活動、エドワード・カーペンティアやビクター・リベラのパートナーとなり、ジェリー・ブラウン&バディ・ロバーツのハリウッド・ブロンズと抗争した。
1976年より、ジム・クロケット・ジュニアの運営するノースカロライナのNWAミッドアトランティック地区に参戦。ミスター・レスリングことティム・ウッズとタッグを組み、5月5日にジン・アンダーソン&オレイ・アンダーソンのミネソタ・レッキング・クルーから同地区認定のNWA世界タッグ王座を奪取した。ウッズとのコンビでは、同年11月3日のトーナメント決勝でミシェル・デュボア&レネ・グレイを下し、空位となっていたミッドアトランティック・タッグ王座も獲得している。シングルでは1977年5月から6月にかけて、ハーリー・レイスのNWA世界ヘビー級王座に連続挑戦。持ち前の怪力を活かして、ブラックジャック・マリガンやマスクド・スーパースターなど大型のヒールとも抗争を展開した。
並行してニューヨークのWWWFにも進出し、ドミニク・デヌーチとイタリア人同士のタッグチームを結成。1978年3月14日にプロフェッサー・タナカ&ミスター・フジからWWWF世界タッグ王座を奪取している。同年12月17日にはカナダのトロントでジン・キニスキーを破りNWAカナディアン・ヘビー級王座の初代チャンピオンとなり、カナダの伝説的レスラー、ホイッパー・ビリー・ワトソンよりベルトを授与された。1980年からはAWAをサーキットして、ニック・ボックウィンクルのAWA世界ヘビー級王座に再三挑戦している。
1981年10月、新日本プロレスの『闘魂シリーズ』に初来日。開幕戦における長州力と組んでのスタン・ハンセン&ハルク・ホーガンとのタッグマッチ、そして最終戦でのアブドーラ・ザ・ブッチャーとのシングルマッチでは、共に相手がヒールの外国人選手だったこともあって、ベビーフェイスとしての持ち味をフルに発揮した好ファイトを展開。ホーガンやブッチャーの巨体を抱え上げアトミック・ドロップを放つなどの怪力ぶりも喝采を浴び、将来の外国人エース候補と期待された。しかし、再来日となる翌1982年11月の『第3回MSGタッグ・リーグ戦』ではヒールのアドリアン・アドニスと組まされたため、本領を発揮することができなかった。1983年5月には北米代表としてIWGPリーグ戦の第1回大会に来日したが、家族の不幸のため試合を行うことなく緊急帰国している。
その間、本国ではモントリオール地区のインターナショナル・レスリング（Lutte Internationale）を主戦場に、プロモーター兼任のエース選手として活動。フラッグシップ・タイトルのカナディアン・インターナショナル・ヘビー級王座をビル・ロビンソン、リック・マーテル、アレックス・スミルノフ、セーラー・ホワイト、キング・トンガらと争い、1985年まで計6回に渡って同王座を獲得した。1985年にはモントリオール地区への進出を図っていたWWFより、WWFカナディアン・チャンピオンに認定される。1986年、WWFのプロモートによりモントリオールでのハルク・ホーガンとのシングルマッチが予定されていたが、同地におけるブラボーの人気にホーガンがヒール扱いされてしまうことを危惧したWWF側の判断で、直前にマッチメイクが変更されるという事態も起こった。
1987年、WWFと再契約。ブルータス・ビーフケーキと仲間割れしたグレッグ・バレンタインの新パートナーとなり、イタリア人でありながら髪をブロンドに染め、フレンチ・カナディアンとしてのアイデンティティを強調したヒールに変身する。1988年にはカナディアン・ストロンゲスト・マンを名乗り、フレンチ・マーチンをマネージャーにジム・ドゥガンとアメリカ対カナダの抗争を開始。1989年からはジミー・ハートを新マネージャーに迎え、アースクエイクとのカナディアン・コンビでハルク・ホーガンやアルティメット・ウォリアー、ビッグ・ボスマン、タグボートらと抗争した。
1992年にWWFを離れて引退。その後は若手レスラーの指導にも携わっていたが、1993年3月11日、違法タバコの密輸に絡むトラブルのため、モントリオールの自宅で犯罪組織に射殺された。44歳没。

## 得意技
- エアプレーン・スピン
- アトミック・ドロップ
- ドロップキック
- サイドウォーク・スラム（サイドバスター）

## 獲得タイトル
グランプリ・レスリング
- GPWタッグ王座：1回（w / ジノ・ブリット）[5]

インターナショナル・レスリング
- カナディアン・インターナショナル・ヘビー級王座：6回[16]
- カナディアン・インターナショナル・タッグ王座：1回（w / トニー・パリシ）[19]

NWAハリウッド・レスリング
- NWAアメリカス・タッグ王座：1回（w / ビクター・リベラ）[20]

ミッドアトランティック・チャンピオンシップ・レスリング
- NWAミッドアトランティック・タッグ王座：3回（w / ミスター・レスリング、タイガー・コンウェイ・ジュニア、リッキー・スティムボート）[9]
- NWA世界タッグ王座（ミッドアトランティック版）：1回（w / ミスター・レスリング）[8]

メープル・リーフ・レスリング
- NWAカナディアン・ヘビー級王座（トロント版）：2回[13]

WWWF / WWF
- WWWF世界タッグ王座：1回（w / ドミニク・デヌーチ）[12]
- WWFカナディアン王座：1回[3]